# Carles Marco (baloncesto)
Carles Marco Viñas (Badalona, Barcelona, 23 de septiembre de 1974) es un exjugador y entrenador de baloncesto español que en la actualidad dirige al Leyma Coruña, equipo que milita en Primera FEB, la segunda categoría del baloncesto español. Con 1.80 metros de estatura, jugaba en la posición de base. Es hijo del actor Lluís Marco y su hermana es la actriz Marta Marco. Además es sobrino del también exjugador y exentrenador de baloncesto Agustín Cuesta.

## Trayectoria

### Formación
Se forma en las categorías inferiores del Sant Josep de Badalona, equipo vinculado al Joventut.

### Profesional
Su primer equipo como profesional fue el Gijón Baloncesto, en la Liga LEB, donde jugó 2 años, antes de recalar en el CB Valladolid, equipo en el que da un gran rendimiento durante cuatro años (1998-2002), sobre todo las temporadas 2000-2001 y 2001-2002, en las que tiene unos promedios de 12 puntos y 4.5 asistencias por partido, que le permiten ser 34 veces internacional por España, jugando el Mundial del año 2002 y  el Eurobasket del año 2003 en la que la selección española se alzó con la medalla de plata. En un momento dulce en su carrera, ficha con 27 años por el equipo de su ciudad natal, el Joventut de Badalona, promediando en su primera temporada 11 puntos y 6 asistencias por partido. En la temporada 2003-2004, con Aito García Reneses en el banquillo, y con el debut en la élite de Rudy Fernández, sigue con buenas estadísticas, con 11 puntos y 4 asistencias por partido, el equipo badalonés consigue el subcampeonato en la Copa del Rey. La siguiente temporada el jugador badalonés calca los mismos promedios en puntos y asistencias. En el año 2005 ficha por el CB Sevilla, jugando 2 años en el equipo hispalense, y promediando 7 puntos y 3,5 asistencias por partido. La temporada 2007-2008 juega en el recién ascendido Baloncesto León, promediando 5 puntos y 2 asistencias, el equipo leonés descendería de categoría ese año. Su último año como profesional hace la pretemporada con el  Bilbao Basket, pero no llega a debutar en partido oficial, luego jugaría en ACB con el Bàsquet Manresa y el Basket Zaragoza 2002 y en el Liga LEB  con el Club Baloncesto Atapuerca, coincidiendo con jugadores veteranos en la recta final de sus carreras como  Iván Corrales y César Sanmartín. Computa en Liga ACB 361 partido, promediando 8,8 puntos y 3,6 asistencias. A fecha de mayo de 2016 se encontraba en el puesto 12 en el histórico de asistencias en la Liga ACB.

### Entrenador
Durante 4 años es entrenador asistente del Bàsquet Manresa en la Liga ACB. En la temporada 2015-16 coge las riedas como entrenador principal del Oviedo Club Baloncesto de la Liga LEB.
En el Oviedo Club Baloncesto de la LEB Oro, inició el su recorrido como primer entrenador, en donde estuvo durante tres temporadas en el club asturiano (2015-2018), con título de copa incluido.
En enero de 2019, se compromete con Chocolates Trapa Palencia en Liga LEB Oro en el que dirigiría durante temporada y media.
En junio de 2020, tras finalizar la temporada con Chocolates Trapa Palencia, se compromete con Bàsquet Girona de la Liga LEB Plata para dos temporadas prorrogable a una tercera. Con el conjunto gerundense, lograría el ascenso a la Liga LEB Oro.
En la temporada 2020-21, lograría mantener al Bàsquet Girona en la Liga LEB Oro.
En la octava jornada de la temporada 2021-22, Carles es destituido como entrenador del Bàsquet Girona, tras un balance de dos victorias por seis derrotas, además consecutivas.
El 20 de noviembre de 2022 se sumó como asistente al cuerpo técnico de Duško Ivanović en el Estrella Roja de Belgrado.
El 3 de julio de 2023, firma como entrenador asistente de Roger Grimau en el FC Barcelona de la Liga Endesa.
El 25 de agosto de 2024, firma como entrenador asistente de Tiago Splitter en el Paris Basketball de la LNB Pro A y Euroliga.